# Grenze zwischen Österreich und Slowenien

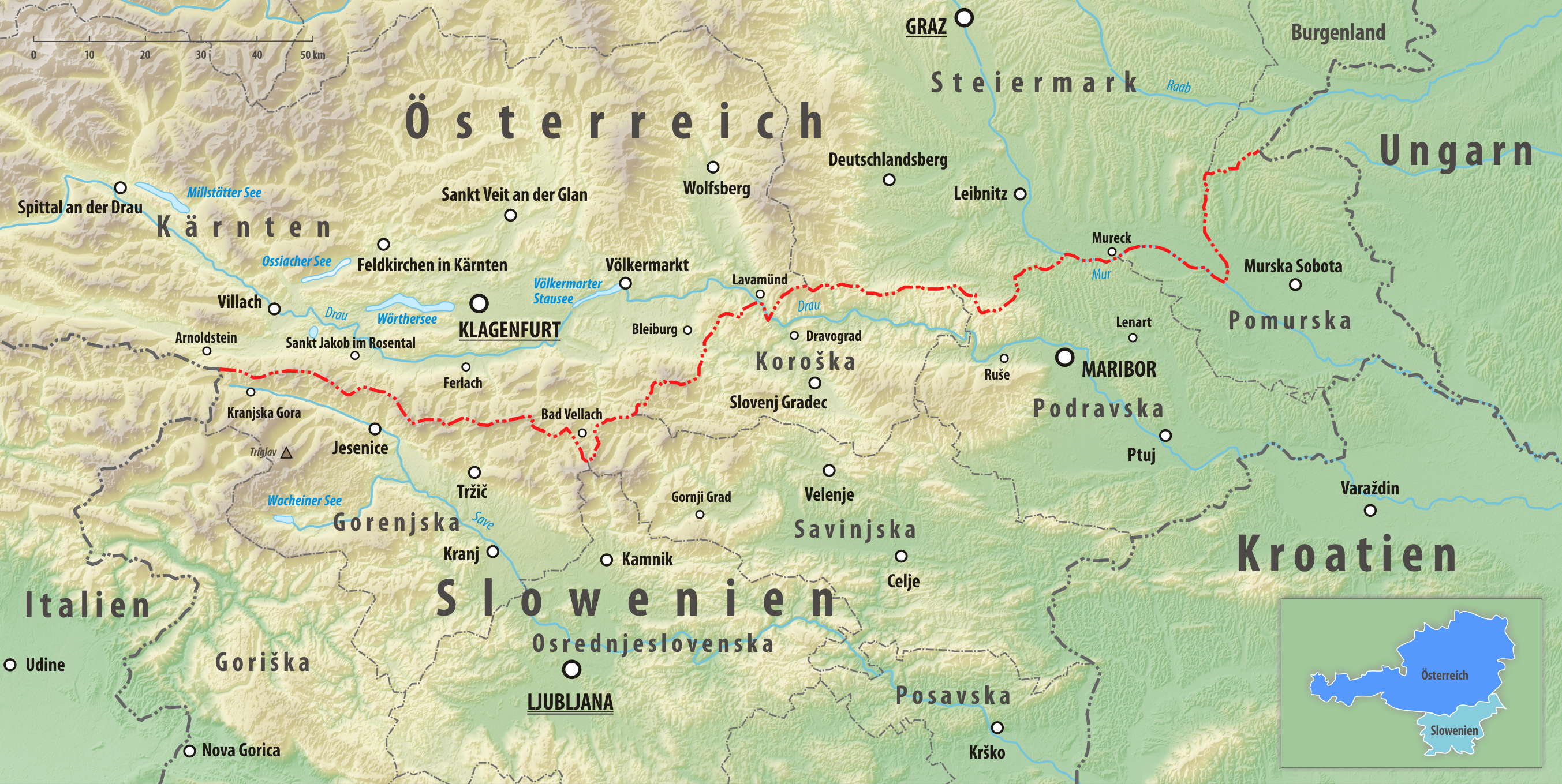
Grenzverlauf Österreich-Slowenien

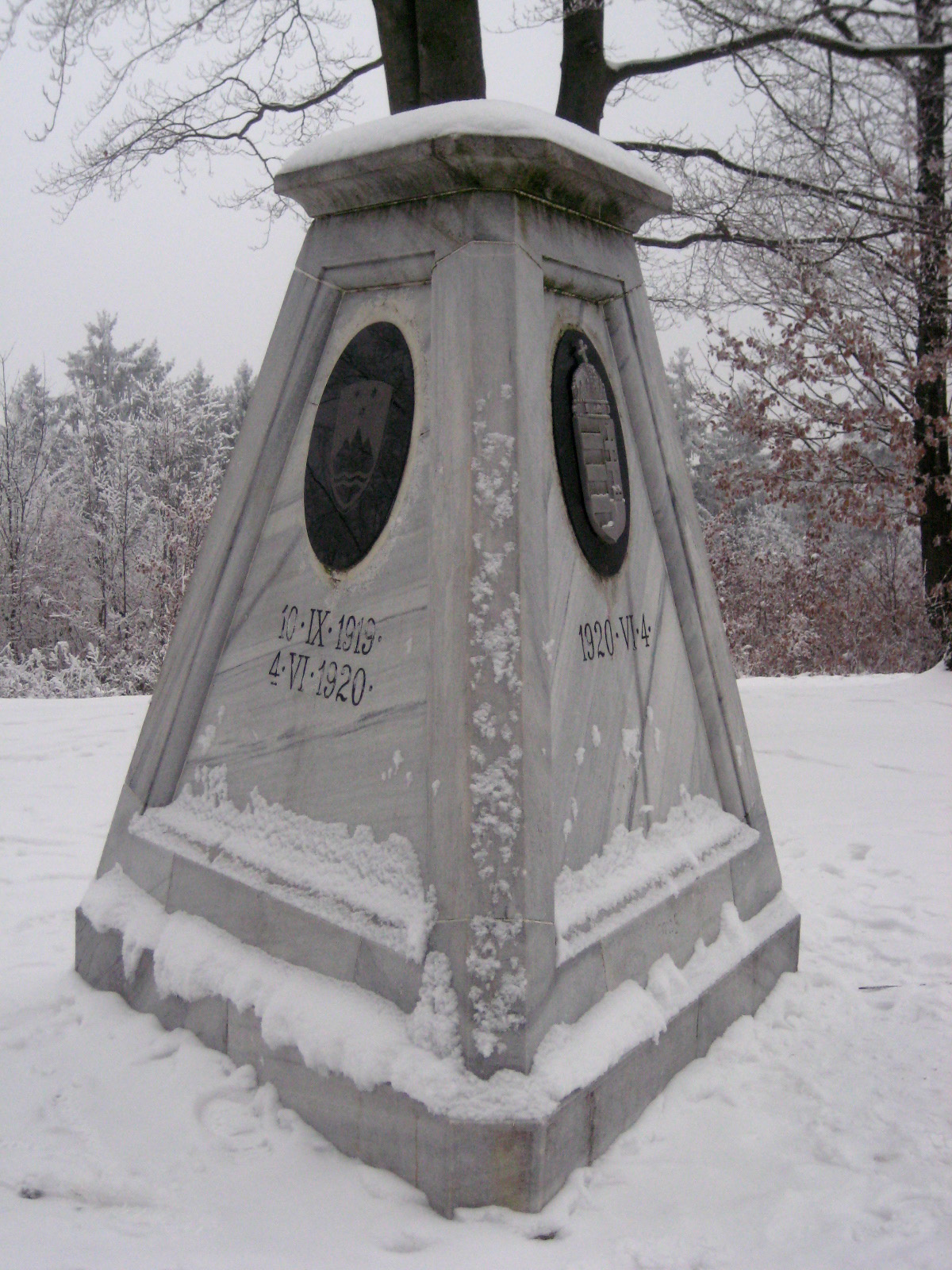
Dreiländereck
Österreich-Slowenien-Ungarn

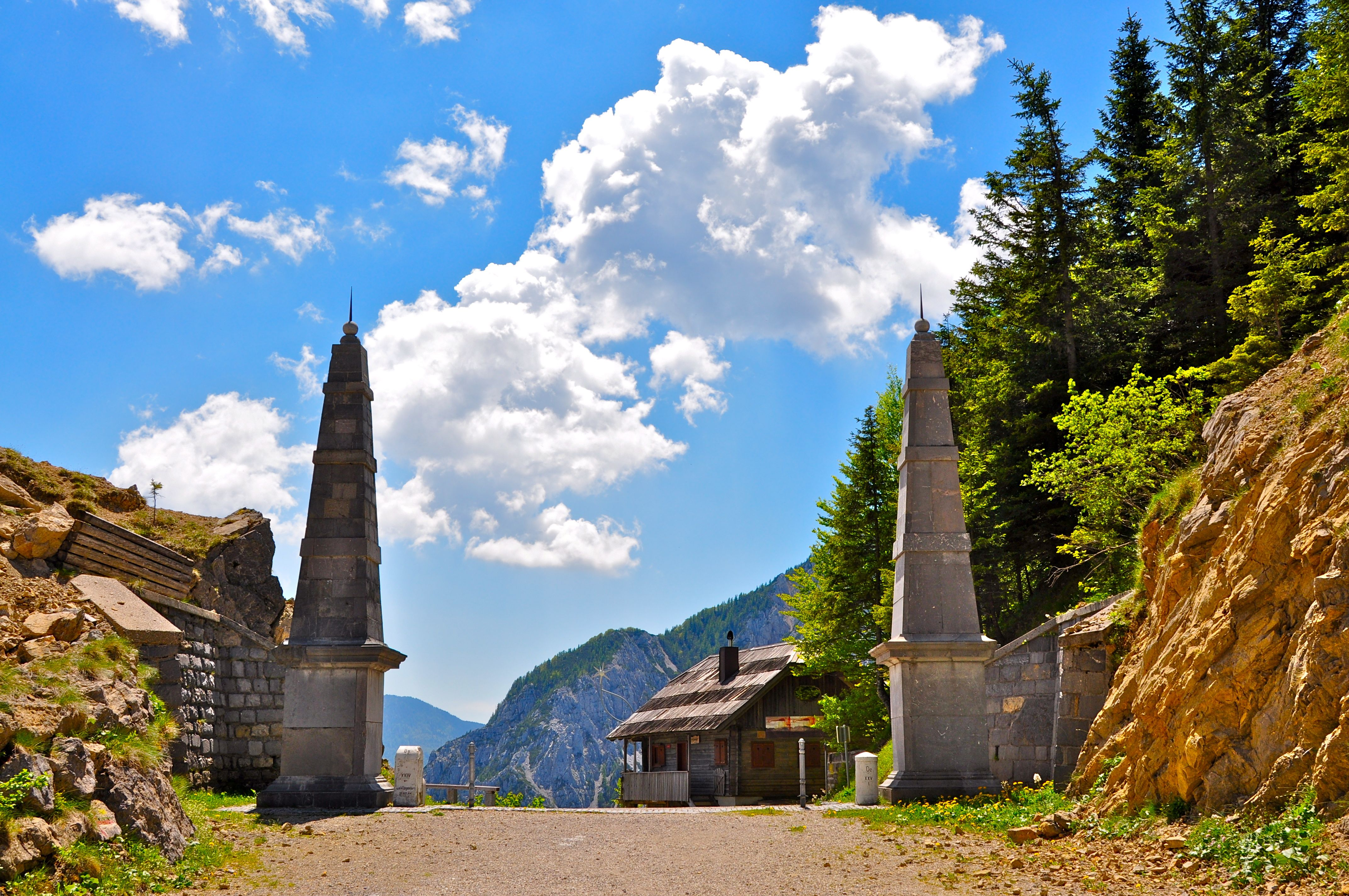
Alter Loiblpass mit den zwei Obelisken

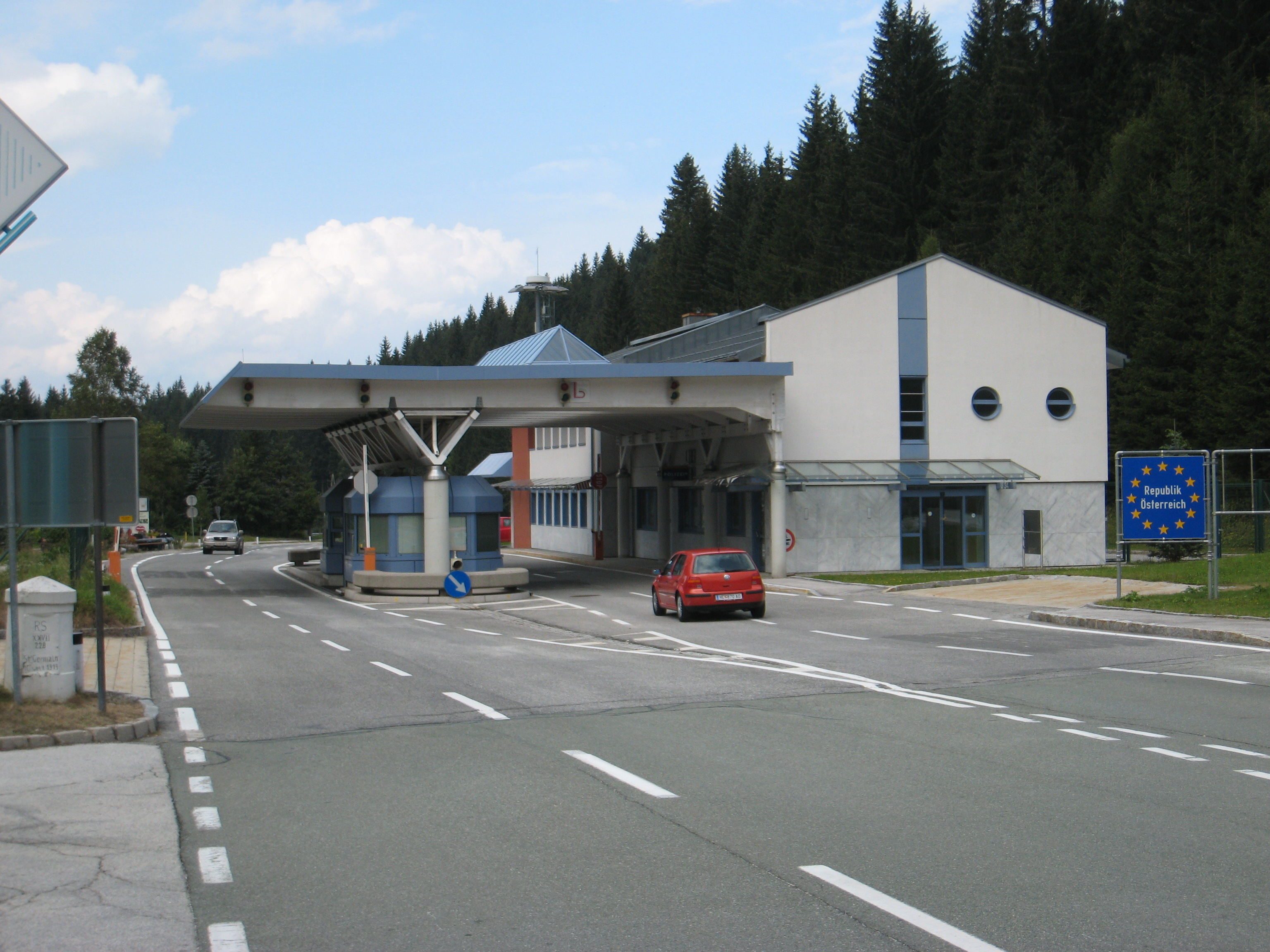
Grenzübergang am Wurzenpass

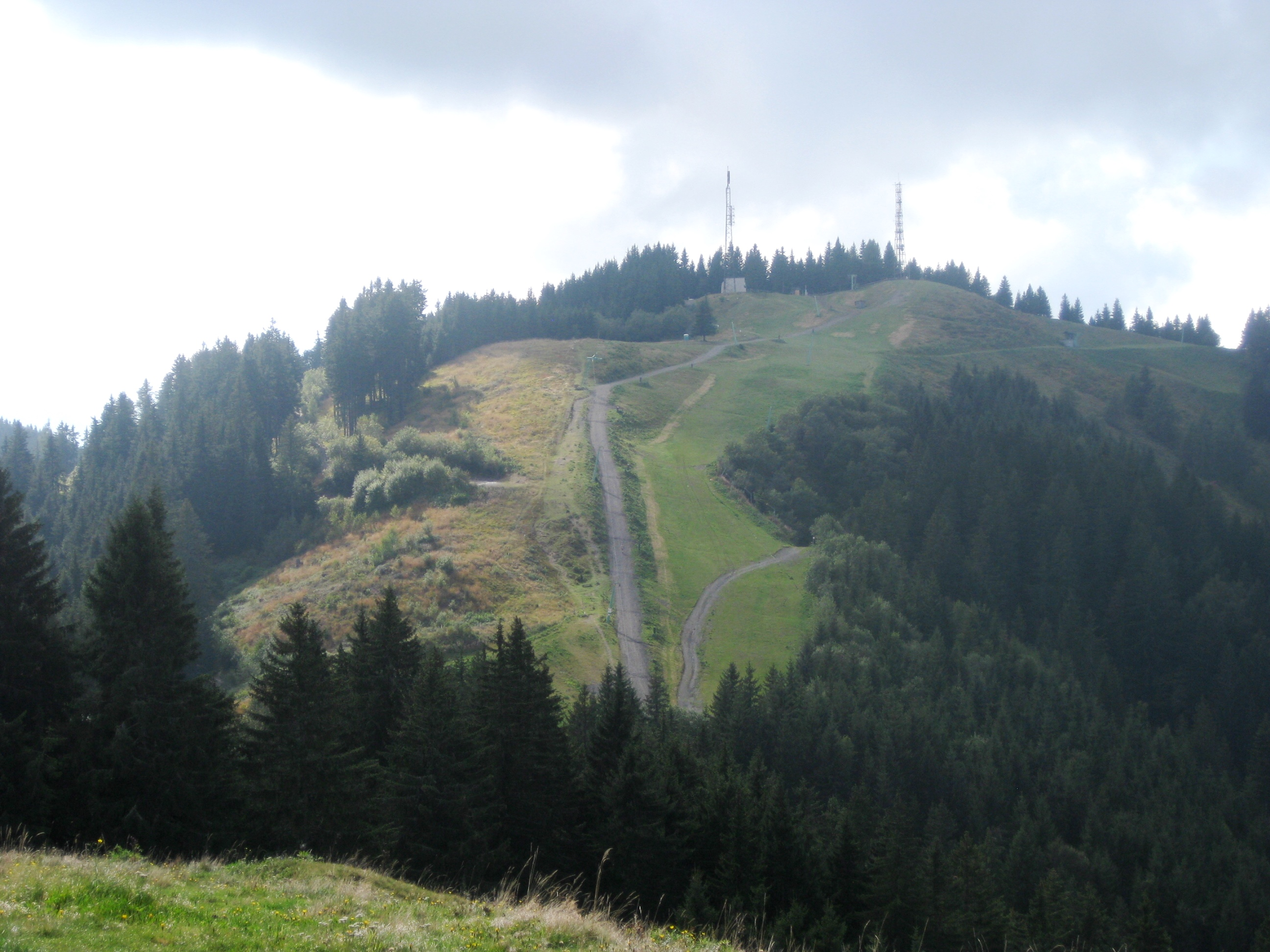
Dreiländereck/Monte Forno/Peč

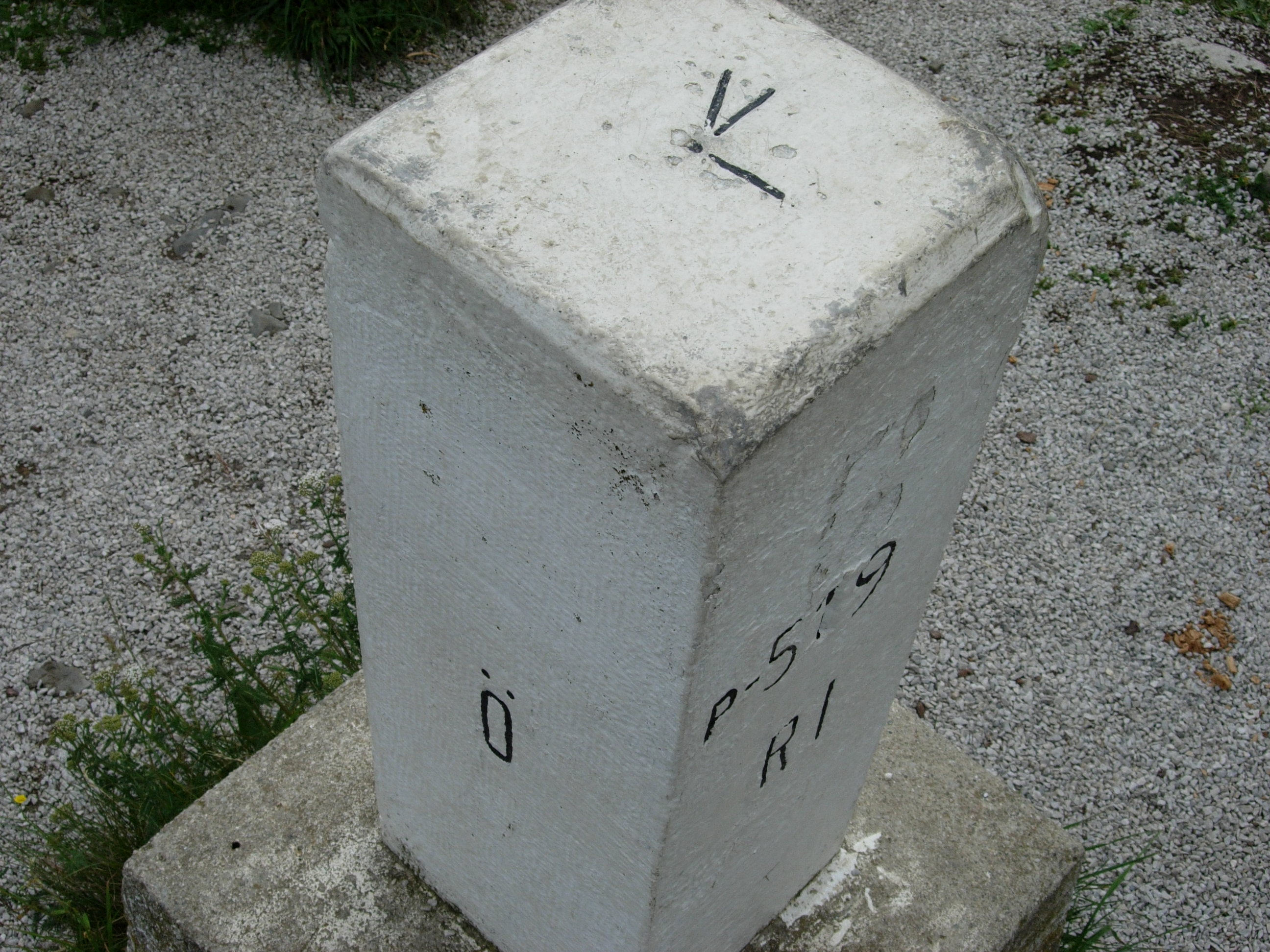
Grenzstein am Dreiländereck von Österreich, Italien und Slowenien bei Arnoldstein (Österreich)

Die Grenze zwischen Österreich und Slowenien hat eine Länge von 330 Kilometern.
Der größte Teil der Grenze wird von den Lavanttaler Alpen und dem Karawanken und Bachergebirge gebildet. Daneben bilden aber auch zum Teil die Flüsse Kutschenitza, Mur und Drau die Grenze zwischen den beiden Ländern.
Seit September 2015 kontrolliert Österreich die Grenzen zu Slowenien aufgrund erhöhtem Schleppertums.

## Gemeinden an der Staatsgrenze (von Ost nach West)
| Ö S T E R R E I C H | Ö S T E R R E I C H | Ö S T E R R E I C H                       | Ö S T E R R E I C H              | Ö S T E R R E I C H   |                              | S L O W E N I E N                                   | S L O W E N I E N | S L O W E N I E N | S L O W E N I E N    |
| Bundesland          | Bezirk              |                                           | Gemeinde                         | Grenz- übertritt      |                              | Grenz- übertritt                                    |                   | Gemeinde          | Statistische-Region  |
| Ungarn              | Ungarn              | Ungarn                                    | Ungarn                           | Ungarn                | Ungarn                       | Ungarn                                              | Ungarn            | Ungarn            | Ungarn               |
| ------------------- | ------------------- | ----------------------------------------- | -------------------------------- | --------------------- | ---------------------------- | --------------------------------------------------- | ----------------- | ----------------- | -------------------- |
| Burgenland          | Jennersdorf         |                                           | Sankt Martin an der Raab         |                       |                              |                                                     |                   | Kuzma (Bonisdorf) | Pomurska (Murgebiet) |
| Burgenland          | Jennersdorf         | Minihof-Liebau                            |                                  |                       |                              |                                                     |                   | Kuzma (Bonisdorf) | Pomurska (Murgebiet) |
| Burgenland          | Jennersdorf         | Neuhaus am Klausenbach                    |                                  |                       |                              |                                                     |                   | Kuzma (Bonisdorf) | Pomurska (Murgebiet) |
| Burgenland          | Jennersdorf         | Rogašovci (Reissen)                       |                                  |                       |                              |                                                     |                   |                   | Pomurska (Murgebiet) |
| Steiermark          | Südoststeiermark    |                                           | Sankt Anna am Aigen              |                       |                              |                                                     |                   |                   | Pomurska (Murgebiet) |
| Steiermark          | Südoststeiermark    | K u t s c h e n i t z a                   | Sankt Anna am Aigen              |                       |                              |                                                     |                   |                   | Pomurska (Murgebiet) |
| Steiermark          | Südoststeiermark    | Klöch                                     |                                  |                       |                              |                                                     |                   |                   | Pomurska (Murgebiet) |
| Steiermark          | Südoststeiermark    | Cankova (Kaltenbrunn)                     |                                  |                       |                              |                                                     |                   |                   | Pomurska (Murgebiet) |
| Steiermark          | Südoststeiermark    | Bad Radkersburg                           |                                  |                       |                              |                                                     |                   |                   | Pomurska (Murgebiet) |
| Steiermark          | Südoststeiermark    | Tišina                                    |                                  |                       |                              |                                                     |                   |                   | Pomurska (Murgebiet) |
| Steiermark          | Südoststeiermark    |                                           |                                  |                       |                              |                                                     |                   |                   | Pomurska (Murgebiet) |
| Steiermark          | Südoststeiermark    | M u r                                     |                                  |                       | Radenci (Bad Radein)         |                                                     |                   |                   | Pomurska (Murgebiet) |
| Steiermark          | Südoststeiermark    | M u r                                     | Gornja Radgona (Oberradkersburg) |                       |                              |                                                     |                   |                   | Pomurska (Murgebiet) |
| Steiermark          | Südoststeiermark    | M u r                                     | Apače (Abstall)                  |                       |                              |                                                     |                   |                   | Pomurska (Murgebiet) |
| Steiermark          | Südoststeiermark    | M u r                                     | Halbenrain                       |                       |                              |                                                     |                   |                   | Pomurska (Murgebiet) |
| Steiermark          | Südoststeiermark    | M u r                                     | Mureck                           |                       |                              |                                                     |                   |                   | Pomurska (Murgebiet) |
| Steiermark          | Südoststeiermark    | M u r                                     |                                  |                       | Šentilj (Sankt Egidi)        | Podravska (Draugebiet)                              |                   |                   |                      |
| Steiermark          | Leibnitz            | M u r                                     |                                  | Straß in Steiermark   | Šentilj (Sankt Egidi)        | Podravska (Draugebiet)                              |                   |                   |                      |
| Steiermark          | Leibnitz            | L a v a n t a l e r A l p e n             |                                  | Straß in Steiermark   | Šentilj (Sankt Egidi)        | Podravska (Draugebiet)                              |                   |                   |                      |
| Steiermark          | Leibnitz            | Kungota (Sankt Kunigund)                  |                                  | Straß in Steiermark   |                              | Podravska (Draugebiet)                              |                   |                   |                      |
| Steiermark          | Leibnitz            | Ehrenhausen an der Weinstraße             |                                  |                       |                              | Podravska (Draugebiet)                              |                   |                   |                      |
| Steiermark          | Leibnitz            | Gamlitz                                   |                                  |                       |                              | Podravska (Draugebiet)                              |                   |                   |                      |
| Steiermark          | Leibnitz            | Leutschach an der Weinstraße              |                                  |                       |                              | Podravska (Draugebiet)                              |                   |                   |                      |
| Steiermark          | Leibnitz            | Maribor (Marburg an der Drau)             |                                  |                       |                              | Podravska (Draugebiet)                              |                   |                   |                      |
| Steiermark          | Leibnitz            | Selnica ob Dravi (Zellnitz an der Drau)   |                                  |                       |                              | Podravska (Draugebiet)                              |                   |                   |                      |
| Steiermark          | Leibnitz            |                                           |                                  | Podvelka (Podwölling) | Koroška (Slowenisch Kärnten) |                                                     |                   |                   |                      |
| Steiermark          | Leibnitz            | Oberhaag                                  |                                  | Podvelka (Podwölling) | Koroška (Slowenisch Kärnten) |                                                     |                   |                   |                      |
| Steiermark          | Leibnitz            | Radlje ob Dravi (Mahrenberg)              |                                  |                       | Koroška (Slowenisch Kärnten) |                                                     |                   |                   |                      |
| Steiermark          | Deutschlandsberg    |                                           | Eibiswald                        |                       | Koroška (Slowenisch Kärnten) |                                                     |                   |                   |                      |
| Steiermark          | Deutschlandsberg    | Muta (Hohenmauthen)                       | Eibiswald                        |                       | Koroška (Slowenisch Kärnten) |                                                     |                   |                   |                      |
| Steiermark          | Deutschlandsberg    | Dravograd (Unterdrauburg)                 | Eibiswald                        |                       | Koroška (Slowenisch Kärnten) |                                                     |                   |                   |                      |
| Kärnten             | Wolfsberg           |                                           | Lavamünd                         |                       | Koroška (Slowenisch Kärnten) |                                                     |                   |                   |                      |
| Kärnten             | Wolfsberg           | D r a u                                   | Lavamünd                         |                       | Koroška (Slowenisch Kärnten) |                                                     |                   |                   |                      |
| Kärnten             | Völkermarkt         |                                           | Neuhaus                          |                       | Koroška (Slowenisch Kärnten) | K a r a w a n k e n u n d B a c h e r g e b i r g e |                   |                   |                      |
| Kärnten             | Völkermarkt         | Ravne na Koroškem (Gutenstein in Kärnten) | Neuhaus                          |                       | Koroška (Slowenisch Kärnten) | K a r a w a n k e n u n d B a c h e r g e b i r g e |                   |                   |                      |
| Kärnten             | Völkermarkt         | Prevalje (Prävali)                        | Neuhaus                          |                       | Koroška (Slowenisch Kärnten) | K a r a w a n k e n u n d B a c h e r g e b i r g e |                   |                   |                      |
| Kärnten             | Völkermarkt         | Bleiburg                                  |                                  |                       | Koroška (Slowenisch Kärnten) | K a r a w a n k e n u n d B a c h e r g e b i r g e |                   |                   |                      |
| Kärnten             | Völkermarkt         | Mežica (Miessdorf)                        |                                  |                       | Koroška (Slowenisch Kärnten) | K a r a w a n k e n u n d B a c h e r g e b i r g e |                   |                   |                      |
| Kärnten             | Völkermarkt         | Feistritz ob Bleiburg                     |                                  |                       | Koroška (Slowenisch Kärnten) | K a r a w a n k e n u n d B a c h e r g e b i r g e |                   |                   |                      |
| Kärnten             | Völkermarkt         | Črna na Koroškem (Schwarzenbach)          |                                  |                       | Koroška (Slowenisch Kärnten) | K a r a w a n k e n u n d B a c h e r g e b i r g e |                   |                   |                      |
| Kärnten             | Völkermarkt         | Eisenkappel-Vellach                       |                                  |                       | Koroška (Slowenisch Kärnten) | K a r a w a n k e n u n d B a c h e r g e b i r g e |                   |                   |                      |
| Kärnten             | Völkermarkt         |                                           |                                  | Solčava (Sulzbach)    | Savinjska (Sanngebiet)       | K a r a w a n k e n u n d B a c h e r g e b i r g e |                   |                   |                      |
| Kärnten             | Völkermarkt         |                                           |                                  | Jezersko (Seeland)    | Gorenjska (Oberkrain)        | K a r a w a n k e n u n d B a c h e r g e b i r g e |                   |                   |                      |
| Kärnten             | Völkermarkt         | Tržič (Neumarktl)                         |                                  |                       | Gorenjska (Oberkrain)        | K a r a w a n k e n u n d B a c h e r g e b i r g e |                   |                   |                      |
| Kärnten             | Klagenfurt-Land     |                                           | Zell                             |                       | Gorenjska (Oberkrain)        | K a r a w a n k e n u n d B a c h e r g e b i r g e |                   |                   |                      |
| Kärnten             | Klagenfurt-Land     | Ferlach                                   |                                  |                       | Gorenjska (Oberkrain)        | K a r a w a n k e n u n d B a c h e r g e b i r g e |                   |                   |                      |
| Kärnten             | Klagenfurt-Land     | Žirovnica (Scheraunitz)                   |                                  |                       | Gorenjska (Oberkrain)        | K a r a w a n k e n u n d B a c h e r g e b i r g e |                   |                   |                      |
| Kärnten             | Klagenfurt-Land     | Feistritz im Rosental                     |                                  |                       | Gorenjska (Oberkrain)        | K a r a w a n k e n u n d B a c h e r g e b i r g e |                   |                   |                      |
| Kärnten             | Klagenfurt-Land     | Jesenice (Assling)                        |                                  |                       | Gorenjska (Oberkrain)        | K a r a w a n k e n u n d B a c h e r g e b i r g e |                   |                   |                      |
| Kärnten             | Villach-Land        |                                           | Sankt Jakob im Rosental          |                       | Gorenjska (Oberkrain)        | K a r a w a n k e n u n d B a c h e r g e b i r g e |                   |                   |                      |
| Kärnten             | Villach-Land        | Kranjska Gora (Kronau)                    | Sankt Jakob im Rosental          |                       | Gorenjska (Oberkrain)        | K a r a w a n k e n u n d B a c h e r g e b i r g e |                   |                   |                      |
| Kärnten             | Villach-Land        | Finkenstein am Faaker See                 |                                  |                       | Gorenjska (Oberkrain)        | K a r a w a n k e n u n d B a c h e r g e b i r g e |                   |                   |                      |
| Kärnten             | Villach-Land        | Arnoldstein                               |                                  |                       | Gorenjska (Oberkrain)        | K a r a w a n k e n u n d B a c h e r g e b i r g e |                   |                   |                      |
| Italien             |                     |                                           |                                  |                       |                              |                                                     |                   |                   |                      |

## Besonderheit
Von 1918 bis 1938 und wieder von 1945 bis 1991 bildete der 330 Kilometer lange Grenzverlauf die Grenze zwischen Österreich und Jugoslawien. Mit dem Anschluss Österreichs (1938) bis zum Beginn des Balkanfeldzugs (1941) war sie die Grenze zwischen dem Deutschen Reich und Jugoslawien.